# スベトラーナ・バスコバ
スベトラーナ・ユリエフナ・バスコバ（露: Светлана Юрьевна Баскова、1965年5月25日 - ）は、ロシアの映画監督、脚本家、画家。モスクワ建築インスティチュートを卒業し、1998年に初の長編映画『コキ、逃げる医師』を監督した。1999年に監督した『緑の象』は、極端な暴力性と性到着的なシーンのため、ロシアでは上映と配給が全面禁止された。
2011年から夫アナトリ・オスモロフスキーと共に創立したバザ・インスティチュート（Baza Institute）のディレクターである。